# Менхеперрасенеб I
Менхеперрасенеб I (*XV ст. до н. е. ) — давньоєгипетський політичний діяч XVIII династії, архітектор, верховний жрець Амона у Фівах за правління фараона Тутмоса III. Ім'я перекладається як «Менхеперра живий та здоровий».

## Життєпис
Походив зі жрецького роду. Син Меннахта, жреця Амона, та Небетти. Про дату народження та діяльнсоті замолоду мало відомостей. був прихильником молодого фараона Тутмоса III за фактичного правління Хатшепсут. Послідовно обіймав посади очільника Фів, хранителя печатки фараона, спостерігачем за зерносховищами, спостерігачем за чужими державами (на кшталт міністра закордонних справ).
У 1462 році до н. е. після смерті верховного херця Амона Хапусенеба стає першим пророком Амона. Після смерті Хатшепсут близько 1458 року до н.е. й затвердження самостійного панування Тутмоса III, Менхеперрасенеб за підтримки фараона стає новим верховним жерцем Амона. Крім того, стає головним архітектором, начальником золотої та срібної скарбниці. за його керування фіванське жрецтво відмовилося від протистояння з фараоном, усіляко тому допомогаючи. Дата смерті Менхеперрасенеб I невідома. На посаді верховного жерця його змінив небіж Менхеперрасенеб II.
Поховано у Шейх Абд ель-Курна, гробниці TT86.